# تورغريم سورنيز
تورغريم سورنيز (بالنرويجية البوكمول: Torgrim Sørnes)‏ (المولود في 2 مارس 1956 في موس) هو طبيب نرويجي ومؤرخ ومؤلف كتب على نطاق واسع في التاريخ الاجتماعي والطب الشرعي النرويجي.

## النشأة والتعليم
وُلد سورنيز في موس، أوستفولد، ونشأ في جزيرة جيلوي في أوسلوفجورد. والده هو الكاتب والمهندس تور سورنيز ولديه ثلاثة أشقاء. التحق سورنيز بمدرسة كريكباركن الثانوية العُليا ودرس الطب لاحقاً في جامعة بيرغن، وأصبح في وقت لاحق طبيب التوليد أمراض النساء. ويقيم حاليًا في لورنسكوغ، خارج أوسلو.

## الحياة المهنية
بدأ ترغريم مؤلفاته لأول مرة في عام 2009 مع كتاب القسوة: المُعدمون في النرويج عام 1815-1876 (بالنرويجية: Ondskap: De henrettede i Norge 1815-1876) الذي يتناول بالتفصيل كل حالة من حالات عقوبة الإعدام في الفترة ما بين 1815 -1876، وصف زميله ومؤلف الجريمة هانس أولاف لهلوم هذا الكتاب بأنه «تحفة». ووصفه أفتنبوستين «رؤية فريدة من نوعها في المجتمع النرويجي القديم ينظر إليها من أسفل».
أصدر عمله الثاني، الرحمة: المُعدمة في النرويج 1783-1814 (2011)، والذي  يمكن اعتباره امتدادًا لكتابه الأول، والذي يُلقي نظرة متعمقة على التاريخ القضائي النرويجي بشكل عام وحالات عقوبة الإعدام في الفترة 1783-1814 على وجه الخصوص، والتعامل مع كل حالة على حدة فيما يتعلق بالمجتمع في ذلك الوقت. ويضع بعض النظريات الخاصة بشأن تأثير الديموغرافيا والتفاوتات الاجتماعية في التعامل مع الجناة والضحايا. وقد لوحظ طغيان وجهة نظره كطبيب عندما يتعلق الأمر بالمنهجية التشريحية والفن وتقنية عمليات الإعدام الكلاسيكية.

## لغز آنا أوستمو
استُدعي سورنيس للتحقيق في أكتوبر / تشرين الأول 2010 عندما اكتشف عمال البناء المذهلون في أسنيس بقايا بشرية عمرها قرون في موقع بناءهم. وسرعان ما قرر سورنيس أن تلك البقايا تعود لامرأة من القرن الثامن عشر، اسمها آنا أوستمو، والتي أُعدِمت  لقتل طفليها الرضيعين في عام 1784. وأظهرت سجلات المحاكمة أن رغبتها كانت أن تُدفن في مقبرة الكنيسة؛ ومع ذلك، فإن هذا لم يُمنح حتى أبريل 2012، بعد 228 عامًا، بناء على طلب سورنس.
وقع حادث مماثل في أكتوبر / تشرين الأول 2011 في ستافرن عندما كشف العمال عن مجموعة أخرى من البقايا البشرية الهيكلية الغامضة، والتي تبين مرة أخرى أنها تعود لقرون قديمة. هذه المرة استنتج سورنس أن تلك البقايا تنتمي إلى قاتل أُعدم في عام 1816، أو في 1775. لم يتم تأكيد هويتها الدقيقة.